# Успенская волость (Славяносербский уезд)
Успе́нская во́лость — административно-территориальная единица Славяносербского уезда Екатеринославской губернии.
По состоянию на 1886 год состояла из 5 поселений, 5 сельских общин. Население — 3 565 лиц (1 924 мужского пола и 1 641 — женского), 574 дворовых хозяйства.
|                       | Площадь, десятин | В том числе пахотной, дес. |
| --------------------- | ---------------- | -------------------------- |
| Сельских общин        | 4698             | 4197                       |
| Частной собственности | 17504            | 6250                       |
| Другой собственности  | 120              | 95                         |
| В целом               | 22322            | 10542                      |

Крупнейшие поселения волости:
- Успенское («Ольховая», «Ореховое», «Баррикадная») — бывшее собственническое село при реках Ольховка и Ореховая в 36 верстах от уездного города, 2 352 человека, 412 дворов, православная церковь, почтовая станция, 4 лавки, винокуренный завод, паровая мельница, 2 ежегодных ярмарки.